# 挤压循环

挤压循环示意图

挤压循环（pressure-fed cycle）是液體火箭发动机动力循环的一种形式。推进剂受高压气体挤压，进入燃烧室。
挤压循环的优点就是避开了结构复杂的涡轮机，泵和输送管道，进而大幅降低发动机成本和复杂度。其缺点就是产生的压力不够高，因而发动机效率不高。
美国的太空船常采用这种循环，如阿波罗飞船的服务舱发动机，登月舱发动机及其姿态控制发动机。